# 過渡軍事委員會 (蘇丹)
过渡军事委员会是目前管理苏丹共和国的军政府。 目前的过渡军事委员会是在2019年苏丹政变之后于2019年4月11日成立的，由苏丹武装部队督察长法塔赫·阿卜杜勒·拉赫曼·布尔汉担任主席，前任艾哈迈德·阿瓦德·本·奥夫在政变后一天辞去主席职务。
过渡军事委员会副主席是在快速支援部队担任指揮官的穆罕默德·哈姆丹·达加洛中将。快速支援部队是金戈威德民兵的直接继承组织。
该委员会的媒体发言人是Shams Ad-din Shanto少将。过渡军委会其他一些已知成员是Geraledin Alsheikh将军。和军政府“政治委员会”领导人奥马尔·扎恩·阿比丁中将。
Shanto少将在4月14日的新闻发布会上表示，过渡军事委员会邀请反對派和示威者来组建一个文职政府(除了国防部和内政部)和选举出一个苏丹总理领导政府。不過示威者和軍方对于如何组成新政府始终无法达成共识，6月3日，軍方更是出兵鎮壓示威者，導致至少120人死亡，數百人受傷。
8月20日，随着主权委员会的建立，过渡委员会正式解散。